# MathWorld
MathWorld e математически уебсайт на английски език.
Създаден е от американския астроном и енциклопедист Ерик Вайсщайн при поддръжката му на компанията Wolfram Research и на американския Национален научен фонд чрез програмата „National Science Digital Library grant“ на Университета на Илинойс в Ърбана-Шампейн.
Сайтът представлява математическа енциклопедия с множество статии върху различни математически понятия, съдържащи голямо количество актуални резултати с връзки към научни статии, в които тези резултати са били получени.